# Мовчановский, Феликс Францевич
Мовчановский Феликс Францевич (15 октября 1853, Малые Оклины — 1921, Екатеринослав) — городской голова города Александровск Екатеринославской губернии в 1901—1911 и в 1916—1917 годах.

## Биография
Родился 15 октября 1853 в селе Малые Оклины Царства Польского в дворянской семье Францишека Мовчановского и Иоханны Мацкевич. Получил домашнее образование. В Изюмском уезде Харьковской губернии Мовчановскому принадлежали 443 десятин земли, хутор Купный.
В середине 1870-х годов переехал в Александровск, где в 1875 году основал коммерческое предприятие «Паровой лесопильный завод и лесная торговля Мовчановского», годовое производство которого в 1889 году составляло 200 тыс. рублей (30 тыс. руб. в 1909). Владел лесным заводом в колонии Гросвейде. За достаточно непродолжительное время стал одним из самых богатых людей города. В 1885 году построил по заказу властей Александровска паром для Кичкасской переправы.
Также активно занимался общественной работой. В 1875 году избран гласным уездного земства. В 1880 избран гласным Александровской городской думы, где возглавил ревизионную комиссию, а также вошёл в состав санитарной комиссии, комиссий по строительству и народному образованию.
Активно занимался благотворительностью. В 1899 году передал в собственность города незаконченный каменный дом с дворовым местом, расположенный на углу улиц Покровской и Екатеринославской, т. н. «Захарьинский двор», при этом оплатил вексель на него суммой более двух тысяч рублей. На одном из заседаний городской думы депутаты приветствовали Мовчановского вставанием и аплодисментами и искренне благодарили мецената. На верхнем этаже дома располагалось уездное земство, нижний этаж был отдан в аренду и приносил городу 2 тысячи рублей ежегодно.

## Городской голова
11 декабря 1901 года был избран городским головой Александровска. 22 января 1902 г. губернатор утвердил его в этой должности
Мовчановский принял полуразрушенное, запущенное городское хозяйство. Он сделал упор на решение критических проблем города, одной из которых были городские дороги. По распоряжению Мовчановского началось покрытие дорог брусчаткой. Финансирование мощения дорог во многом обеспечивалось предложенным Мовчановским попудовым сбором в 1/8 копейки с торговых грузоперевозок, которые шли транзитом через город.
Было продолжено сооружение городского водовода и водонапорных башен.
Мовчановский принимал участие в прекращении еврейского погрома в октябре 1905 года.
В 1908 году, благодаря ходатайствам Мовчановского, Александровск получил государственный заем в 1 миллион рублей. Из этой суммы город выплатил 300 тысяч рублей долга и на остальные средства было развёрнуто активное строительство муниципальных зданий, продолжилось расширение водопроводной сети.
В период руководства города Феликсом Мовчановским, было построено здание городского банка, закончено строительство Александровской женской гимназии, замощены многие городские улицы, продолжено сооружение водопровода и водонапорных башен, построена новая скотобойня. В качестве представителя города Ф. Ф. Мовчановский неоднократно участвовал в комиссиях по эксплуатации Днепровских порогов, о направлении II Екатерининской железной дороги и др. Благодаря деятельности Ф. Ф. Мовчановского в городе была построена первая электростанция.

## Училище-хутор для глухонемых
В 1903 году в двух километрах от Александровска на Зелёном Яру при деятельном участии Мовчановского была открыта школа для глухонемых и при ней устроен хутор. Школа имела свою железнодорожную ветвь, собственные электростанцию, водоотвод, систему центрального отопления, больницу, аптеку, типографию, завод сельскохозяйственных машин, православную церковь (служба священника дублировалась на языке жестов). Одновременно с образованием дети получали и основы знаний по работе на земле. В Евпатории у школы был собственный санаторий.
Привлекая общественность города к пожертвованиям Мовчановский главной статьёй дохода избрал проведение лотерей. Но эти средства не покрыли расходов на устроение училища-хутора. Большие суммы затрат на строительство находились в векселях. Мовчановский надеялся в дальнейшем покрыть расходы отработками учащихся и теми доходными статьями, которые создавались при училище-хуторе в виде завода, типографии, пловодового сада, фермы, платнтаций с розами для вытяжки из них розового масла и т. д.
В 1911 году Мовчановского обвинили в присвоении благотворительных взносов, он был арестован и 3 месяца провёл в тюрьме. В этот период исполнял обязанности городской головы К. М. Дмитренко. В 1913 году длительное следствие установило отсутствие состава преступления со стороны Мовчановского.
К 1912—1913 училище-хутор было разрушено — оно перестало существовать в том виде, как было задумано и в каком начало развиваться. Завод и другие предприятия были проданы, обширный фруктовый сад был вырублен.

## Дальнейшая деятельность
В 1913 году Мовчановский уехал из Александровска. Два года работал во Всероссийской организации Красного Креста и Всероссийском союзе городов. В конце 1915 года он вернулся в Александровск, где выставил свою кандидатуру в городскую думу и получил поддержку жителей. В октябре 1916 года вторично стал городским головой.
В 1917 году окончательно покинул пост городской головы. Служил в Красной Армии. Умер от тифа в Екатеринославе в 1921 году.
Сын Георгий (1890—1953), участник Белого движения на Юге России, поручик.

## Попечительство и благотворительная деятельность
- Председатель Попечительского совета Александровской торговой школы.
- Член-представитель Попечительства механико-технического училища.
- Член Уездного Попечительства детских приютов.
- Член Попечительного совета женской гимназии.
- Член Комитета Попечительства о народной трезвости.
- Директор Попечительного о тюрьмах общества.
- Член благотворительного общества «Покровское братство».
- Почётный член Общества вспомоществования ученикам технического училища.

## Память
В 2013 году в областной библиотеке прошла выставка посвящённая Феликсу Мовчановскому. В феврале 2016 года улица Копенкина в Шевченковском районе Запорожья была переименована в улицу Мовчановского, а в мае 2016 году в память о Феликсе Мовчановском была открыта памятная доска на здании учебно-реабилитационного центра «Джерело». В феврале 2021 года памятник Мовчановскому открыли в сквере им. Пушкина в Запорожье.